# 源顕康
源 顕康（みなもと の あきやす、生没年不詳）は、平安時代後期の貴族。花山天皇の玄孫で、神祇伯・康資王の子。村上源氏、右大臣・源顕房の養子。官位は従五位上・正親正。

## 経歴
花山天皇の玄孫であったが、父の康資王が擬制的に清仁親王の子となり二世王となっていたことから、顕康は三世王扱いであった。しかし、三世王のままでは官途がおぼつかないため、村上源氏の右大臣・源顕房の猶子となり臣籍降下して源氏を称したと想定される。顕康が何天皇の「御後」の源氏であったかは明らかでないが、天暦御後（いわゆる村上源氏）であった可能性が高い。
安芸権守・正親正を歴任し、位階は従五位上に至った。なお、顕康を顕康王と記した史料があり、歴任した正親正は専ら諸王が任ぜられる官職であることから、源氏から王氏（諸王）に復した可能性もある。

## 系譜
『尊卑分脈』による。
- 父：康資王
- 母：藤原隆方の娘
- 養父：源顕房
- 妻：藤原敦憲の娘
  - 男子：顕広王（1095-1180）
- 妻：藤原基忠の娘
  - 男子：公顕（1110-1193） - 一説では顕広王または康資王[4]の子